# Betty George

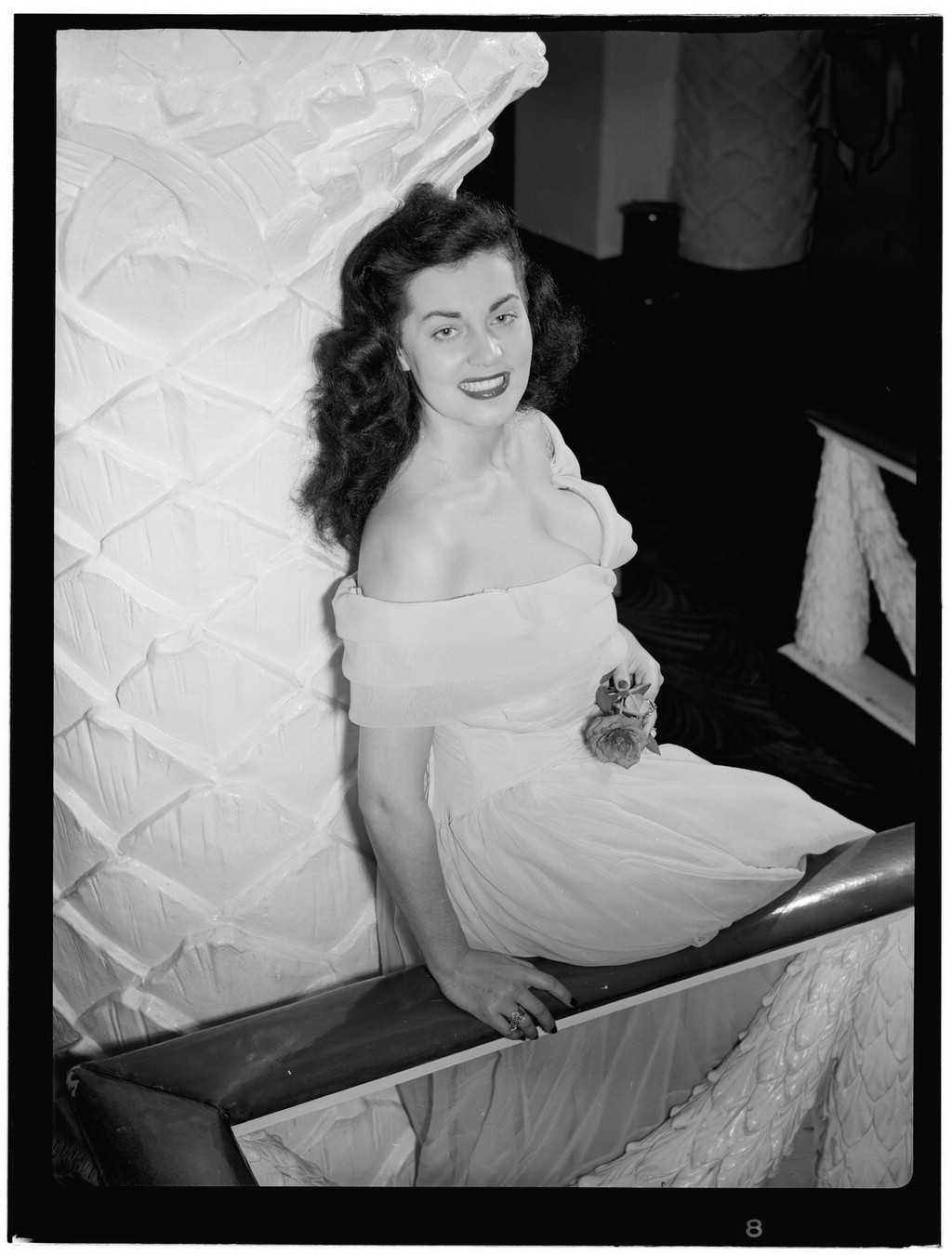
Betty George in New York, circa september 1947 (foto:William Gottlieb)

Betty George (Manchester (New Hampshire), 11 april 1926 - Albany, 16 november 2007) was een Amerikaanse jazz-zangeres van Griekse komaf. Ze was actief in het bigband-tijdperk. In New York werkte ze bij verschillende bigbands, waaronder die van Glen Gray, die haar haar eerste baan in de muziekbusiness gaf. Ze zong meer dan zestien jaar bij Milton Berle, in de jaren vijftig en zestig. In de tweede helft van de jaren negentig had ze een wekelijkse radioshow in Albany. Ze was tevens een dierenrechtenactiviste.
- Library of Congress Control Number: n2010000939
- MusicBrainz: d7f8a811-90dd-4ff7-a004-850d626f804f
- Virtual International Authority File: 106769223
- WorldCat: E39PBJw4DHtMmJ33k3Xh63fXh3